# 트윈카뉴스
트윈카뉴스(twincar.co.kr)는 대한민국 자동차 전문 매거진 사이트이다. 2024년 2월에 서비스를 시작했다.

## 개요
트윈카뉴스는 자동차 이슈 및 신차 소식을 전하는 자동차 전문 매거진 사이트이다. 대한민국 전문 매거진 사이트로 신속하게 최신 뉴스를 전달하고 있다. 자동차 모델, 신차, 자동차 기술, 자동차 산업 등 다양한 소재를 다루고 있다.